# Nagroda Kulturalna im. Osamu Tezuki

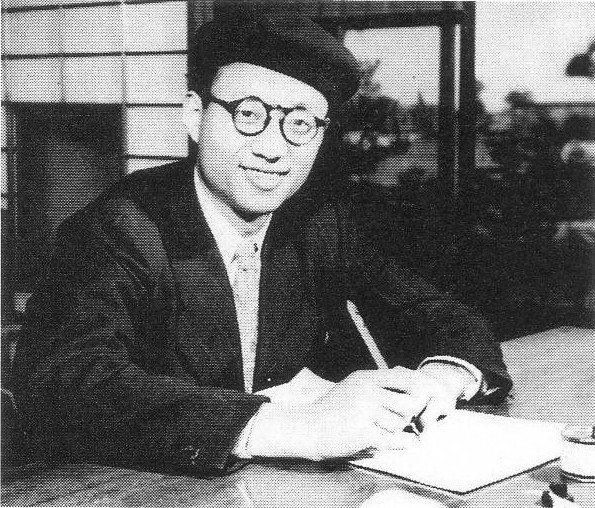
Osamu Tezuka

Nagroda Kulturalna im. Osamu Tezuki (jap. 手塚治虫文化賞 Tezuka Osamu Bunkashō) – coroczna nagroda przyznawana mangakom, sponsorowana przez Asahi Shimbun. Jest ona nazwana na cześć jednego z najwybitniejszych mangaków Osamu Tezuki. Nagroda ta jest przyznawana od 1997 roku w Tokio.

## Laureaci
| Rok  | Nagroda główna                                         | Nagroda dla wybitnej mangi                   | Nagroda specjalna |
| ---- | ------------------------------------------------------ | -------------------------------------------- | --- |
| 1997 | Fujiko Fujio za Doraemon                               | Moto Hagio za Zankoku na kami ga shihai suru | Toshio Naiki za ufundowanie i zarządzanie Biblioteką Współczesnego Komiksu (jap. 現代マンガ図書館 Gendai Manga Toshokan) |
| 1998 | Jirō Taniguchi i Natsuo Sekigawa za „Botchan” no jidai | Yūji Aoki za Naniwa kin'yūdō                 | Shōtarō Ishinomori za długoletni wkład w mangę                                                                           |
| 1999 | Naoki Urasawa za Monster                               | Akira Sasō za Shindō                         | Fusanosuke Natsume za wybitną krytykę mangi                                                                              |
| 2000 | Daijirō Morohoshi za Saiyū yōenden                     | Minetarō Mochizuki za Dragon Head            | Frederik L. Schodt za rozpowszechnianie mangi na świecie                                                                 |
| 2001 | Reiko Okano i Baku Yumemakura za Onmyōji               | Kotobuki Shiriagari za Yajikita in Deep      | Akira Maruyuma za wspieranie mangaków mieszkających w budynku Tokiwa (jap. トキワ荘 Tokiwa-sō)                           |
| 2002 | Takehiko Inoue za Vagabond                             | Kentarō Miura za Berserk                     | nie przyznano |

Od 2003 roku nagrodę dla wybitnej mangi zastąpiono nagrodą dla debiutanta oraz nagrodą za krótką formę.
| Rok  | Nagroda główna                                                            | Nagroda dla debiutanta | Nagroda za krótką formę | Nagroda specjalna | Nagroda czytelnika          |
| ---- | ------------------------------------------------------------------------- | --- | --- | --- | --------------------------- |
| 2003 | Fumiko Takano za Kiiroi hon Jacques Thibault to iu na no yūjin            | Yumi Hotta i Takeshi Obata za Hikaru no go | Hisaichi Ishii za m.in. Gendai shisō no sōnan-sha-tachi oraz Nono-chan                                                             | Shigeru Mizuki za wieloletnią działalność oraz oryginalne komiksy | Nie przyznano               |
| 2004 | Kyōko Okazaki za Helter Skelter                                           | Takashi Morimoto za przedstawienie życia prostytutek w okresie Edo we współczesnym wydaniu w Naniwadora ihon                                    | Risu Akizuki za OL Shinkaron | Tarō Minamoto za rozwój mang historycznych i wkład w kulturę mangi | Nie przyznano               |
| 2005 | Naoki Urasawa, Osamu Tezuka za Pluto                                      | Fumiyo Kōno za świeże spojrzenie na przedstawienie codziennego życia po wybuchu bomby atomowej w Yūnagi no machi sakura no kuni                 | Rieko Saibara za Jōkyō Monogatari oraz Mainichi kāsan                                                                              | Muzeum Miejskie w Kawasaki za zebranie mang od okresu Edo do współczesnych, a także za organizację wystaw i wydarzeń z nimi związanych | Nie przyznano               |
| 2006 | Hideo Azuma za Dziennik z zaginięcia                                      | Asa Higuchi za nowatorskie podejście do przedstawienia baseballu w Ōkiku furikabutte                                                            | Risa Itō za m.in. Onna ippiki neko futari, Oi pītan!!, Onna no mado                                                                | Kōsei Ono za wieloletni wkład w rozpowszechnianie zagranicznych komiksów na terenie Japonii i ich krytykę | Nie przyznano               |
| 2007 | Ryōko Yamagishi za Terpsichora                                            | Nobuhisa Nozoe i Kazuhisa Iwata za szczegółowe przedstawienie życia w armii oraz subtelne i wyraziste rysunki w Shinsei kigeki                  | Hiromi Morishita za stworzenie ciepłej obyczajowej historii o zwykłych ludziach w Ōsaka Hamlet                                     | nie przyznano | Nie przyznano               |
| 2008 | Masayuki Ishikawa za Moyashimon                                           | Toranosuke Shimada za świeże spojrzenie na zorganizowanie zróżnicowanych rozdziałów w jednej opowieści w tonie retromodernistycznym w Träumerei | Yumiko Ōshima za przedstawienie życia codziennego z kotem i poruszenie tematów życia i śmierci w Gu-Gu datte neko de aru           | Międzynarodowy Instytut Literatury Dziecięcej w Osace (jap. 大阪府立国際児童文学館 Ōsaka furitsu kokusaiji dōbungaku-kan) za zbieranie cennych materiałów, mang i książek dziecięcych, a także za 25 lat nieustannych szczegółowych badań nad kulturą dziecięcą | Nie przyznano               |
| 2009 | Fumi Yoshinaga za Ōoku Yoshihiro Tatsumi za Życie                         | Suehiro Maruo za przedstawienie oryginalnego świata pełnego ozdobnego piękna i niepowtarzalnego uroku w Panorama-tō kitan                       | Hikaru Nakamura za przedstawienie w serii komediowej więzi Japończyków z religią w Saint Onii-san                                  | nie przyznano | Nie przyznano               |
| 2010 | Yoshihiro Yamada za Hyōge mono                                            | Haruko Ichikawa za świeże spojrzenie na przedstawienie kontaktów międzyludzkich i ich kruchości w Mushi to uta                                  | Mari Yamazaki za Thermae Romae | Yoshihiro Yonezawa za ogromne osiągnięcia w zbieraniu materiałów o badaniach nad anime oraz ich krytykę | Nie przyznano               |
| 2011 | Motoka Murakami za Jin Issei Eifuku i Taiyō Matsumoto za Takemitsuzamurai | Hiromu Arakawa za Fullmetal Alchemist | Keisuke Yamashina za przedstawienie życia pracowników korporacyjnych w mangach Papa wa nandaka wakaranai oraz C-kyū salaryman kōza | nie przyznano | Nie przyznano               |
| 2012 | Hitoshi Iwaaki za Historie                                                | Yu Itō za przedstawienie ambitnego tematu jakim była walka o pismo tanguckie oraz stworzenie bogatego świata w Shut Hell                        | Roswell Hosoki za m.in. Sake no hosomichi                                                                                          | Shūkan Shōnen Jump za to, że po wielkim trzęsieniu ziemi w regionie Tōhoku w księgarni Shiokawa w Sendai rozdano dzieciom po tomie czasopisma, przynosząc im radość i energię                                                                                   | Nie przyznano               |
| 2013 | Yasuhisa Hara za Kingdom                                                  | Miki Yamamoto za Sunny Sunny Ann! | Yoshiie Gōda za Kikaijikake no ai                                                                                                  | nie przyznano | Nie przyznano               |
| 2014 | Chika Umino za Marcowy lew                                                | Machiko Kyō za Mitsuami no kami-sama | Yūki Shikawa za On'noji | Fujiko Fujio za Manga michi oraz Ai... shirisomeshi koro ni... | Chūya Koyama za Uchū kyōdai |
| 2015 | Yoiko Hoshi za Aisawa Riku                                                | Yoshitoki Ōima za Kształt twojego głosu | Sensha Yoshida | Chikako Mitsuhashi za Chiisana koi no monogatari | Nie przyznano               |
| 2016 | Kei Ichinoseki za Hanagami sharaku oraz Kiyohiko Azuma za Yotsuba!        | Yuki Andō za Machida-kun no sekai | Tatsuya Nakazaki za Jimihen | Międzynarodowe Muzeum Mangi w Kioto (jap. 京都国際マンガミュージアム Kyōto kokusai manga myūjiamu) | Nie przyznano               |
| 2017 | Fusako Kuramochi za Hana ni somu                                          | Haruko Kumota za Shōwa genroku rakugo shinjū | Kahoru Fukaya za Yomawari neko | Osamu Akimoto za Kochira Katsushika-ku Kameari kōen mae hashutsujo | Nie przyznano               |
| 2018 | Satoru Noda za Golden Kamuy                                               | Paru Itagaki za BEASTARS | Tarō Yabe za Oya-san to boku | Tetsuya Chiba za wieloletni wkład w kulturę mangi. | Nie przyznano               |
| 2019 | Shinobu Arima za Sono ko, Jiruba                                          | Sansuke Yamada za Areyo hoshikuzu | Ken Koyama za Seiri-chan | Takao Saito za długoletni wkład w kulturę mangi. | Nie przyznano               |
| 2020 | Kan Takahama za Nyx no Lantern                                            | Rettō Tajima za Mizu wa umi ni mukatte nagareru                                                                                                 | Yama Wayama za Muchū sa, kimi ni                                                                                                   | Machiko Hasegawa | Nie przyznano               |
| 2021 | Kazumi Yamashita za Land                                                  | Kanehito Yamada & Tsukasa Abe za Frieren. U kresu drogi                                                                                         | Hiroko Nobara za Kieta mama tomo oraz Tsuma wa kuchi o kiite kuremasen                                                             | Koyoharu Gotōge za Miecz zabójcy demonów – Kimetsu no Yaiba | Nie przyznano               |
| 2022 | Uoto za Ziemia i jej obroty                                               | Natsuko Taniguchi za Kyōshitsu no katasumi de seishun wa hajimaru oraz Konya sukiyaki da yo                                                     | Izumi Okaya za Ii toshi o oraz Hakumokuren wa kirei ni chiranai                                                                    | | Nie przyznano               |
| 2023 | Kiwa Irie za Yuria-sensei no akai ito                                     | Ganpu za Danchōtei nichijō | Ebine Yamaji za Onna no ko ga iru basho wa                                                                                         | Kazuo Umezu za Zoku Shingo: Chiisana robot Shingo bijutsukan | Nie przyznano               |
| 2024 | Mari Yamazaki, Miki Tori za PLINIVS                                       | Akihito Sakaue za Kanda gokura-chō shokunin-banashi                                                                                             | Miri Masuda za Tsuyukusa natsuko no isshō                                                                                          | | Nie przyznano               |